# Metacirolana bicornis
Metacirolana bicornis là một loài chân đều trong họ Cirolanidae. Loài này được Kensley miêu tả khoa học năm 1978.